# Torsten Voss
Pour les articles homonymes, voir Voss (homonymie).
Torsten Voss (né le 23 mai 1963 à Güstrow) est un athlète allemand spécialiste des épreuves combinées. Champion du monde du décathlon en 1987 et vice-champion olympique en 1988, il débute au début des années 1990 une carrière dans le bobsleigh, discipline dans laquelle il remporte trois médailles lors des championnats du monde.

## Carrière sportive
Torsten Voss remporte le titre du décathlon lors des Championnats du monde de Rome en 1987. Il réalise à cette occasion la meilleure performance de sa carrière avec un total de 8 680 points. Il est désigné par la suite sportif de l'année en Allemagne de l'Est. En 1988, il s'adjuge la médaille d'argent des Jeux olympiques de Séoul derrière son compatriote est-allemand Christian Schenk.
En 1994, Voss décide de se reconvertir dans le Bobsleigh en tant que pousseur d'un équipage de bob à quatre. Il remporte trois médailles lors des Championnats du monde de bobsleigh : l'argent en 1997 à Saint-Moritz et le bronze en 1995 et 1996. Dix ans après sa participation à des Jeux d'été, il termine huitième des Jeux olympiques d'hiver de 1998 à Nagano.
Il est élu personnalité sportive allemande de l'année (RDA) en 1987.

## Palmarès

### Athlétisme

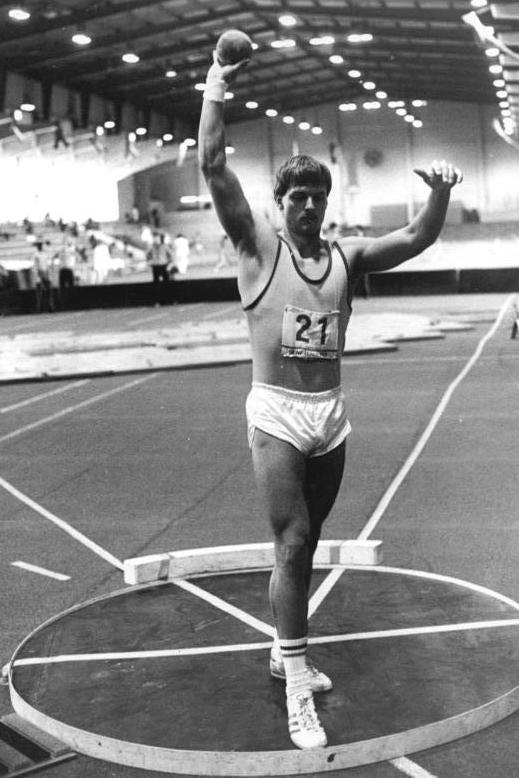
Torsten Voss en 1984.

- Championnats du monde de 1987 à Rome
  -  Médaille d'or du décathlon.
- Jeux olympiques de 1988 à Séoul :
  -  Médaille d'argent du décathlon.

### Bobsleigh
- Championnats du monde de bobsleigh 1995
  -  Médaille de bronze en bob à quatre.
- Championnats du monde de bobsleigh 1996
  -  Médaille de bronze en bob à quatre.
- Championnats du monde de bobsleigh 1997
  -  Médaille d'argent en bob à quatre.

## Records
- Décathlon : 8 680 pts (Rome, 4 septembre 1987)